# Jean-Charles Chapais

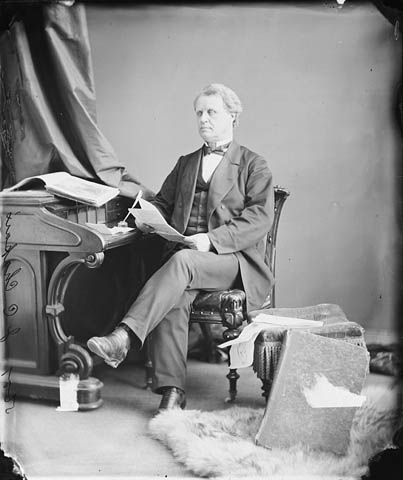
Jean-Charles Chapais

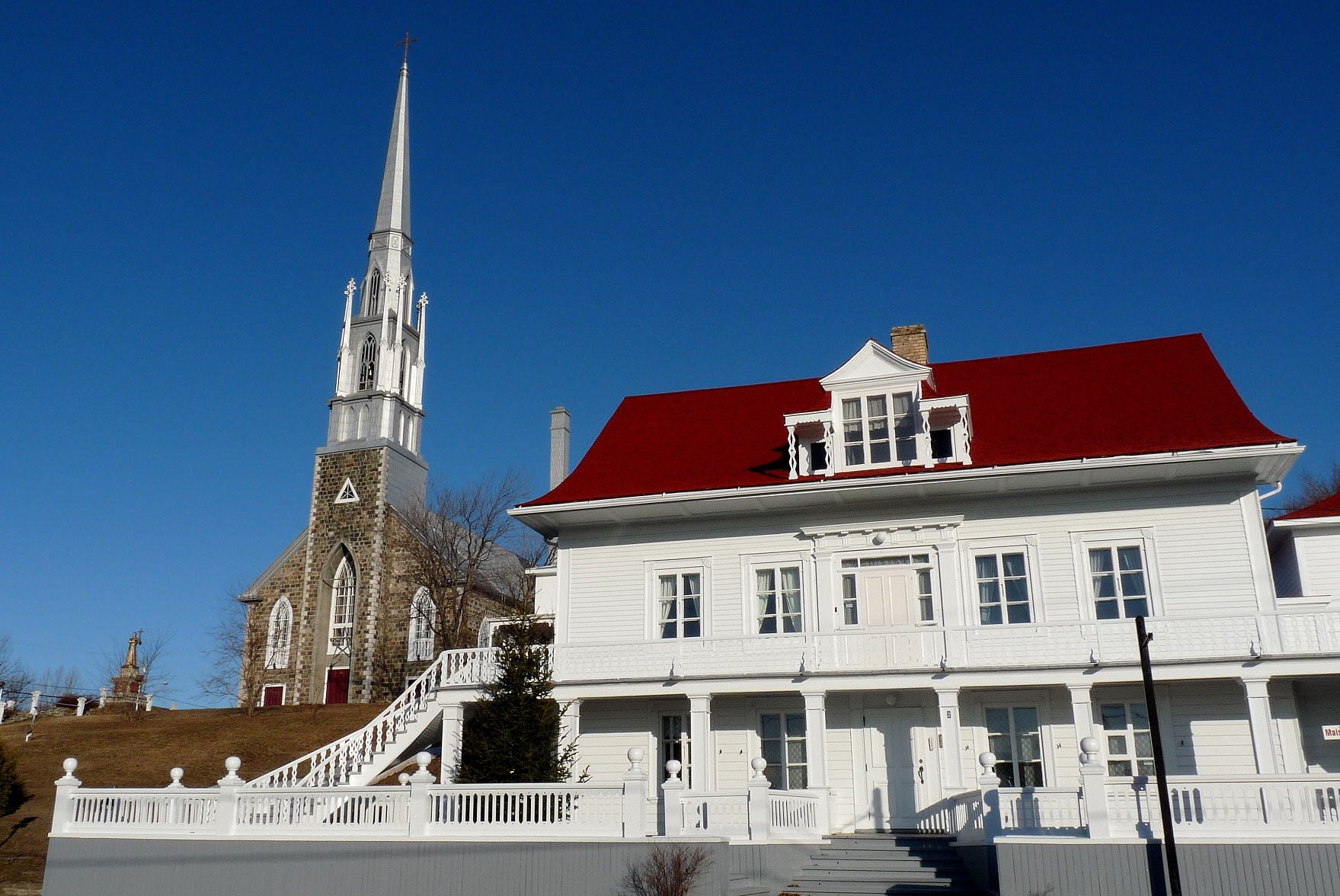
Wohnhaus

Jean-Charles Chapais, PC (* 2. Dezember 1811 in Rivière-Ouelle, Niederkanada; † 17. Juli 1885 in Ottawa) war ein kanadischer Politiker. Als einer der Väter der Konföderation gehört er zu den Wegbereitern des 1867 gegründeten kanadischen Bundesstaates. Von 1867 bis 1873 war er Minister im Bundeskabinett, von 1869 bis zu seinem Tod vertrat er die Provinz Québec im Senat.
Für sein Wirken ehrte die kanadische Regierung, vertreten durch den für das Historic Sites and Monuments Board of Canada zuständigen Minister, am 10. Mai 1955 Jean-Charles Chapais und erklärte ihn zu einer „Person von nationaler historischer Bedeutung“.
Sein Wohnhaus in Saint-Denis-De La Bouteillerie selber ist seit 1962 eine National Historic Site of Canada.

## Biografie
Chapais erhielt eine höhere Schulbildung am Seminar in Nicolet. Danach war er in Saint-Denis als Großhändler, Landwirt und Viehzüchter tätig. Durch seine verschiedenen geschäftlichen Tätigkeiten erwarb er ein Vermögen. Als Saint-Denis 1845 den Status einer Gemeinde erhielt, wurde Chapais der erste Bürgermeister. Im Februar 1851 kandidierte er bei einer Nachwahl um einen Sitz im Unterhaus der Provinz Kanada, verlor aber im Wahlbezirk Kamouraska gegen Luc Letellier de Saint-Just. Doch bereits im November desselben Jahres konnte er sich gegen Letellier durchsetzen und ins Parlament einziehen.
Ab 1864 hatte Chapais in der liberal-konservativen Koalitionsregierung das Amt des Kommissars für staatliche Bauvorhaben inne. In dieser Funktion war er für die Gründung der Intercolonial Railway und die Verlängerung der Grand Trunk Railway zuständig. Im Oktober 1864 nahm er als Delegierter an der Québec-Konferenz teil, wo über die Schaffung eines föderalen Bundesstaates beraten wurde. Von 1867 bis 1869 war er Abgeordneter der Nationalversammlung von Québec. Obwohl nicht im Bundesparlament vertreten, wurde Chapais von Premierminister John Macdonald im Juli 1867 als Landwirtschaftsminister in das 1. Kanadische Kabinett berufen. Im Januar 1868 ernannte er ihn zum Senator. Nach einer Kabinettsumbildung war Chapais ab November 1869 Schatzmeister. Im Januar 1873 trat er von seinem Ministerposten zurück, Senator blieb er weitere zwölf Jahre bis zu seinem Tod.
Sein Sohn Thomas Chapais war von 1919 bis 1946 ebenfalls Senator.